# Oltmann Jaburg
Oltmann Jaburg (* 17. Juli 1830 in Vegesack bei Bremen; † 22. Oktober 1908 in Vegesack) war ein deutscher Marinemaler und Fotograf.

## Biografie
Jaburg stammt aus einer seit dem 18. Jahrhundert in Vegesack ansässigen evangelischen Seefahrerfamilie. Unter seinen Vorfahren und nächsten Verwandten finden sich zahlreiche Schiffskapitäne und Steuerleute. Er war seit 1864 verheiratet und hatte fünf Töchter, von denen vier in die USA ausgewandert sind. Sein aufgelassenes Grab befand sich auf dem Vegesacker Friedhof an der Lindenstraße.

### Ausbildung und Werke

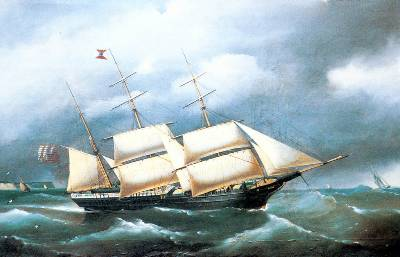
Die Bremer Bark Union, Ölgemälde von Oltmann Jaburg (1860)

Jaburg lernte das Malerhandwerk zunächst ab 1844 bei seinem älteren Bruder Addig Jaburg, der erfolgreich als Porträtmaler tätig war. Die Brüder hielten sich zur Sommersaison auf der Nordseeinsel Norderney auf, wo sie für Kurgäste gemeinsam Porträts anfertigten. Dabei malte Addig den Kopf, während er die Kleidung und den Hintergrund ergänzte. Auch von Oltmann sind einige signierte Porträts bekannt, doch spezialisierte er sich um 1852 auf das Malen von Schiffsbildern, den sogenannten Kapitänsbildern, während der Bruder Addig weiter die Porträts der dazugehörigen Schiffskapitäne und deren Ehefrauen malte. Beeinflusst wurde er auch durch seinen Freund, den Marinemaler Carl Justus Fedeler (1837–1897). Seine erfolgreichste Schaffensperiode als Marinemaler lag zwischen 1852 und 1864. Mit dem Aufkommen der Dampfschifffahrt und der damit einhergehenden Abwanderung der Kapitäne aus Vegesack nach Bremerhaven oder Bremen wurden die Aufträge allmählich weniger und er eröffnete 1864 ein Fotoatelier, ohne aber die Malerei aufzugeben. Ab 1885 war er zusätzlich als Gastwirt und Fleischbeschauer tätig.
Unter den Marinemalern nimmt Jaburg eine beachtenswerte Stellung ein, auch wenn er keiner der „Großen“ ist. Die Darstellung der Schiffe ist von deren Besonderheiten bis hin zur Takelage präzise und detailliert, denn der Kapitän oder Reeder wollte ein Bild „seines“ Schiffes und nicht ein Phantasieschiff. Seine Bilder zeichnen sich durch ausdrucksvolle Kraft und künstlerischen Schwung bei Luftperspektiven, Sturmszenen, Wellen und Hintergründen aus. Während die linkslaufende Darstellung von Schiffen üblich war, malte Jaburg die meisten Schiffe rechtslaufend.
Zahlreiche der von ihm stammenden Kapitänsbilder haben sich im Privatbesitz oder in öffentlichen Sammlungen erhalten. Einige sind im Museum Schloss Schönebeck in Bremen-Vegesack, im Deutschen Schifffahrtsmuseum Bremerhaven oder im Focke-Museum in Bremen zu sehen. Davon wurden die meisten in der einschlägigen Literatur abgebildet. In der Stadtkirche Vegesack hängt das Porträt des Pastors H. A. Zedler aus dem Jahr 1894, während das des Pastors G. Hartje von 1896 leider gestohlen wurde. Seine Bilder sind meistens mit O. Jaburg signiert. Seine Skizzenbücher befinden sich im Archiv des Museums Schloss Schönebeck.

### Ehrungen
- Die Jaburgstraße, ehemals Grünestrasse, in Bremen-Vegesack wurde nach ihm und seinem Bruder benannt. Hier stand auch das Geburtshaus (heute Neubau Hotel Atlantik).
- An seinem Wohn- und Geschäftshaus in der Reeder-Bischoff-Straße 36 (früher Neuestrasse 1 d) befindet sich eine Gedenkplakette.